# فرانكو سيلفا
فرانكو سيلفا (بالإيطالية: Franco Silva)‏ هو ممثل إيطالي، ولد في 18 فبراير 1920 بجنوة في إيطاليا، وتوفي في 10 نوفمبر 1995 بليفورنو في إيطاليا.

## وصلات خارجية
- فرانكو سيلفا على موقع IMDb (الإنجليزية)
- فرانكو سيلفا على موقع ألو سيني (الفرنسية)
- فرانكو سيلفا على موقع أول موفي (الإنجليزية)
- فرانكو سيلفا على موقع قاعدة بيانات الأفلام السويدية (السويدية)
- فرانكو سيلفا على موقع قاعدة بيانات الفيلم (الإنجليزية)
- فرانكو سيلفا على موقع كينوبويسك (الروسية)